# Карапелле
Карапелле (итал. Carapelle) — коммуна в Италии, располагается в регионе Апулия, в провинции Фоджа.
Население составляет 6046 человек (2008 г.), плотность населения составляет 236 чел./км². Занимает площадь 25 км². Почтовый индекс — 71041. Телефонный код — 0885.
Покровительницей коммуны почитается Пресвятая Богородица (Дева Мария Розария), празднование в первое воскресение октября, и Франциск из Паолы.

## Демография
Динамика населения:

## Администрация коммуны
- Официальный сайт: http://www.comune.carapelle.fg.it/ Архивная копия от 13 сентября 2009 на Wayback Machine